# Saison 2018-2019 de l'Union sportive arlequins perpignanais
Cette page présente la saison 2018-2019 de l'Union sportive arlequins perpignanais en Top 14.

## Staff sportif
- Manager général : Christian Lanta
- Manager : Tevita Mailau
- Entraîneur des arrières : Patrick Arlettaz
- Entraîneur des avants : Perry Freshwater
- Analyste vidéo : Didier Plana
- Préparateur physique : Laurent Arbo

## Transferts
Alors qu'il devait être prêté pour une saison par le FC Grenoble, Edward Sawailau sera recalé lors de la visite médicale pour une rupture des ligaments croisés.

## Effectif
| Nom                  | Poste                  | Naissance         | Nationalité sportive | Sélections        | Dernier club           | Arrivée au club (année) |
| -------------------- | ---------------------- | ----------------- | -------------------- | ----------------- | ---------------------- | ----------------------- |
| Raphaël Carbou       | Talonneur              | 6 septembre 1992  | France               | -                 | RC Narbonne            | 2010                    |
| Cyril Deligny        | Talonneur              | 22 juin 1992      | France               | -                 | RC Narbonne            | 2018                    |
| Seilala Lam          | Talonneur              | 18 février 1989   | Samoa                |                   | USO Nevers             | 2017                    |
| Manu Leiataua        | Talonneur              | 26 décembre 1986  | Samoa                |                   | Aviron bayonnais       | 2018                    |
| Yassin Boutemmani    | Pilier                 | 12 juillet 1990   | France               | -                 | Soyaux Angoulême XV    | 2017                    |
| Alexander Brown      | Pilier                 | 13 octobre 1989   | Angleterre           | -                 | Exeter Chiefs          | 2016                    |
| Sylvain Charlet      | Pilier                 | 22 août 1985      | France               | -                 | Section paloise        | 2018                    |
| Enzo Forletta        | Pilier                 | 15 juin 1994      | France               | -                 | Formé au club          | 2014                    |
| Gert Muller          | Pilier                 | 5 février 1986    | Afrique du Sud       | -                 | Stade toulousain       | 2016                    |
| Eric Sione           | Pilier                 | 29 octobre 1992   | Nouvelle-Zélande     | -                 | Castres Olympique      | 2018                    |
| Quentin Walcker      | Pilier                 | 21 février 1996   | France               | -                 | Formé au club          | 2016                    |
| Berend Botha         | Deuxième ligne         | 11 mars 1988      | Afrique du Sud       | -                 | Union Bordeaux Bègles  | 2017                    |
| Shahn Eru            | Deuxième ligne         | 20 septembre 1989 | Îles Cook            |                   | Bay of Plenty          | 2017                    |
| Tristan Labouteley   | Deuxième ligne         | 12 avril 1995     | France               | -                 | Union Bordeaux Bègles  | 2017                    |
| Masalosalo Tutaia    | Deuxième ligne         | 5 juin 1984       | Samoa                |                   | Section paloise        | 2018                    |
| Yohann Vivalda       | Deuxième ligne         | 9 décembre 1988   | France               | -                 | Colomiers rugby        | 2015                    |
| Johannes van Heerden | Deuxième ligne         | 12 septembre 1986 | Roumanie             |                   | CSM Baia Mare          | 2018                    |
| Lucas Bachelier      | Troisième ligne aile   | 26 mars 1995      | France               | -                 | Formé au club          | 2014                    |
| Alan Brazo           | Troisième ligne aile   | 31 mai 1992       | France               | -                 | Formé au club          | 2014                    |
| Karl Chateau         | Troisième ligne aile   | 15 juin 1992      | France               | -                 | Stade toulousain       | 2013                    |
| Michael Faleafa      | Troisième ligne aile   | 3 février 1992    | Tonga                |                   | Northland              | 2017                    |
| Genesis Mamea Lemalu | Troisième ligne centre | 22 septembre 1988 | Samoa                |                   | CS Bourgoin-Jallieu    | 2016                    |
| Sadek Deghmache      | Demi de mêlée          | 5 octobre 1995    | France               | -                 | Formé au club          | 2016                    |
| Tom Ecochard         | Demi de mêlée          | 14 décembre 1992  | France               | -                 | RC Narbonne            | 2010                    |
| David Mélé           | Demi de mêlée          | 22 octobre 1985   | France               | -                 | FC Grenoble            | 2018                    |
| Paddy Jackson        | Demi d'ouverture       | 24 décembre 1996  | Irlande              | Drapeau : Irlande | Ulster                 | 2018                    |
| Enzo Selponi         | Demi d'ouverture       | 16 juin 1993      | France               | -                 | Montpellier HR         | 2015                    |
| Romuald Séguy        | Demi d'ouverture       | 5 février 1996    | France               | -                 | Formé au club          | 2014                    |
| Adrea Cocagi         | Trois-quart centre     | 1er mars 1994     | Fidji                | -                 | Tarbes Pyrénées rugby  | 2016                    |
| Pierre Lucas         | Trois-quart centre     | 29 avril 1997     | France               | -                 | Formé au club          | 2016                    |
| Sione Piukala        | Trois-quart centre     | 6 août 1985       | Tonga                |                   | Eastwood               | 2012                    |
| Afusipa Taumoepeau   | Trois-quart centre     | 26 janvier 1990   | Australie            | -                 | Castres Olympique      | 2018                    |
| Alivereti Duguivalu  | Trois-quart centre     | 21 juillet 1997   | Fidji                | -                 | Formé au club          | 2017                    |
| Jonathan Bousquet    | Trois-quart aile       | 5 mars 1988       | France               | -                 | US Oyonnax             | 2014                    |
| Tima Fainga'anuku    | Trois-quart aile       | 26 avril 1997     | Nouvelle-Zélande     | -                 | Tasman                 | 2018                    |
| Wandile Mjekevu      | Trois-quart aile       | 7 janvier 1991    | Afrique du Sud       | -                 | Stade toulousain       | 2018                    |
| Jean-Bernard Pujol   | Trois-quart aile       | 11 avril 1992     | France               | -                 | Stade toulousain       | 2014                    |
| Eroni Sau            | Trois-quart aile       | 5 février 1990    | Fidji                | -                 | Fiji Police Rugby Team | 2018                    |
| Mathieu Acebes       | Arrière                | 1er août 1987     | France               | -                 | Section paloise        | 2016                    |
| Julien Farnoux       | Arrière                | 24 avril 1993     | France               | -                 | ASM Clermont Auvergne  | 2014                    |

## Calendrier et résultats

### Matchs amicaux
| - USA Perpignan - Stade toulousain: 21 - 19 - USA Perpignan - Racing 92 |

### Top 14
| - USA Perpignan - Stade français Paris : 15 -46 - SU Agen - USA Perpignan : 25 - 23 - USA Perpignan : Lyon OU : 16 -22 - Stade rochelais : USA Perpignan : 37 - 10 - FC Grenoble - USA Perpignan : 31 - 22 - USA Perpignan - Montpellier HR : 20 -23 - Section paloise - USA Perpignan : 12 - 9 - USA Perpignan - Stade toulousain : 18 -36 - RC Toulon - USA Perpignan : 26 - 16 - USA Perpignan - Castres Olympique : 12 -16 - USA Perpignan - Union Bordeaux-Bègles : 11 -22 - Racing 92 - USA Perpignan : 64 - 28 - USA Perpignan - ASM Clermont : 16 -37 | - Stade français Paris - USA Perpignan : 27 - 8 - USA Perpignan - SU Agen : 13 - 20 - Lyon OU - USA Perpignan : 47 - 9 - USA Perpignan - Stade rochelais : 29 - 51 - USA Perpignan - FC Grenoble : 22 - 16 - Montpellier HR - USA Perpignan : 10 - 28 - USA Perpignan - Section paloise : 24 - 30 - Stade toulousain - USA Perpignan : 47 - 7 - USA Perpignan - RC Toulon : 11 - 24 - Castres Olympique - USA Perpignan : 36 - 17 - Union Bordeaux-Bègles - USA Perpignan : 31 - 22 - USA Perpignan - Racing 92 : 14 - 52 - ASM Clermont - USA Perpignan : 35 - 13 |

| Rang | Club                  | J  | V  | N | D  | Bo | Bd | Pm  | Pe  | Diff | Pts |
| ---- | --------------------- | -- | -- | - | -- | -- | -- | --- | --- | ---- | --- |
| 1    | Stade toulousain      | 26 | 21 | 2 | 3  | 9  | 1  | 820 | 508 | +312 | 98  |
| 2    | ASM Clermont          | 26 | 16 | 3 | 7  | 9  | 4  | 828 | 535 | +293 | 83  |
| 3    | Lyon OU               | 26 | 17 | 1 | 8  | 7  | 1  | 683 | 525 | +158 | 78  |
| 4    | Racing 92             | 26 | 15 | 1 | 10 | 8  | 4  | 750 | 563 | +187 | 74  |
| 5    | Stade rochelais       | 26 | 16 | 0 | 10 | 6  | 1  | 719 | 616 | +103 | 71  |
| 6    | Montpellier HR        | 26 | 14 | 1 | 11 | 6  | 6  | 659 | 546 | +113 | 70  |
| 7    | Castres olympique (T) | 26 | 15 | 0 | 11 | 4  | 5  | 508 | 499 | +9   | 69  |
| 8    | Stade français Paris  | 26 | 14 | 0 | 12 | 4  | 4  | 583 | 579 | +4   | 64  |
| 9    | RC Toulon             | 26 | 12 | 0 | 14 | 6  | 3  | 572 | 542 | +30  | 57  |
| 10   | Union Bordeaux Bègles | 26 | 12 | 1 | 13 | 4  | 3  | 618 | 711 | -93  | 57  |
| 11   | Section paloise       | 26 | 9  | 0 | 17 | 2  | 5  | 501 | 763 | -262 | 43  |
| 12   | SU Agen               | 26 | 8  | 1 | 17 | 0  | 4  | 431 | 654 | -223 | 38  |
| 13   | FC Grenoble (P)       | 26 | 5  | 2 | 19 | 0  | 5  | 448 | 691 | -243 | 29  |
| 14   | USA Perpignan (P)     | 26 | 2  | 0 | 24 | 0  | 4  | 433 | 821 | -388 | 12  |

### European Challenge Cup
Dans le Challenge européen, L'USAP fait partie de la poule 3 en compagnie des Sale Sharks, de Connacht Rugby et de l'Union Bordeaux Bègles.
| - USA Perpignan - Sale Sharks : 24-41 - Union Bordeaux Bègles - USA Perpignan : 25 - 25 - Connacht - USA Perpignan : 22 - 10 | - USA Perpignan - Connacht : 21 -36 - USA Perpignan - Union Bordeaux Bègles : 27 -34 - Sale Sharks - USA Perpignan : 39 - 10 |

Avec 1 nul et 5 défaites, l'USA Perpignan termine 
4e de la poule 3 et n'est pas qualifié pour les quarts de finale. 

| Rang | Équipe                | J | V | N | D | Em | Ee | Bo | Bd | Pm  | Pe  | Diff | Pts |
| ---- | --------------------- | - | - | - | - | -- | -- | -- | -- | --- | --- | ---- | --- |
| 1    | Sale Sharks           | 6 | 4 | 0 | 2 | 27 | 12 | 4  | 2  | 196 | 108 | +88  | 22  |
| 2    | Connacht              | 6 | 5 | 0 | 1 | 19 | 14 | 2  | 0  | 146 | 120 | +26  | 22  |
| 3    | Union Bordeaux Bègles | 6 | 2 | 1 | 3 | 17 | 23 | 1  | 1  | 137 | 171 | -34  | 12  |
| 4    | USA Perpignan         | 6 | 0 | 1 | 5 | 13 | 27 | 0  | 1  | 117 | 197 | -80  | 3   |

## Statistiques

### Championnat de France
Meilleurs réalisateurs
| Rang | Joueur | Poste | Points | Essais | Transf. | Pén. | Drops |
| ---- | ------ | ----- | ------ | ------ | ------- | ---- | ----- |
| 1    | -      | -     | -      | -      | -       | -    | -     |
| 2    | -      | -     | -      | -      | -       | -    | -     |
| 3    | -      | -     | -      | -      | -       | -    | -     |

Meilleurs marqueurs
| Rang | Joueur | Poste | Essais |
| ---- | ------ | ----- | ------ |
| 1    | -      | -     | -      |
| 2    | -      | -     | -      |
| 3    | -      | -     | -      |
| 4    | -      | -     | -      |
| 5    | -      | -     | -      |

### Coupe d'Europe
Meilleurs réalisateurs
| Rang | Joueur | Poste | Points | Essais | Transf. | Pén. | Drops |
| ---- | ------ | ----- | ------ | ------ | ------- | ---- | ----- |
| 1    | -      | -     | -      | -      | -       | -    | -     |
| 2    | -      | -     | -      | -      | -       | -    | -     |
| 3    | -      | -     | -      | -      | -       | -    | -     |

Meilleurs marqueurs
| Rang | Joueur | Poste | Essais |
| ---- | ------ | ----- | ------ |
| 1    | -      | -     | -      |
| 2    | -      | -     | -      |
| 3    | -      | -     | -      |
| 4    | -      | -     | -      |
| 5    | -      | -     | -      |